# Camporotondo di Fiastrone
Camporotondo di Fiastrone este o comună din provincia Macerata, regiunea Marche, Italia, cu o populație de 488 locuitori (1 ianuarie 2023) și o suprafață de 8,81 km².

## Demografie
Camporotondo di Fiastrone - evoluția demografică

|  | Graficele sunt indisponibile din cauza unor probleme tehnice. Mai multe informații se găsesc la Phabricator și la wiki-ul MediaWiki. |

Date: Recensăminte sau birourile de statistică - grafică realizată de Wikipedia